# 奮戰不懈 (超人前傳)
《奮戰不懈》（英語：Crusade）是WB電視台的原創電視劇《超人前傳》第4季的第1集，於2004年9月22日首播；該集由阿爾弗雷德·高夫與麥爾斯·米勒編劇，並由格雷格·畢曼執導。在該集中，萊克斯·路德在埃及獲得一個古老雕像，裏頭藏有一顆神秘藝石；克拉克·肯特以凱爾（Kal-El）的身分回到了小鎮，打算履行他的使命；露易絲·藍恩來到小鎮調查表妹克洛·蘇利文之死；拉娜·藍在巴黎交了一位新男友傑森·帝克（Jason Teague）。
新角色露易絲·藍恩與傑森·帝克在該集中首次亮相，分別由埃莉卡·杜蘭斯與詹森·艾克爾斯飾演。《奮戰不懈》的取景地點包含溫哥華的煤氣鎮等地。該集收穫了評論家的積極評價，評論家多稱讚該集中演員的演出、劇情、視覺效果及馬克·史諾譜寫的配樂。《奮戰不懈》播出時有約670萬名觀眾收看，尼爾森收視率為3.8。

## 前情提要
在上一集《承諾》中，拉娜·藍（克莉斯汀·克魯克飾演）前往巴黎；克拉克·肯特（湯姆·威靈飾演）被生父喬·艾爾（Jor-El，泰倫斯·史坦普飾演）帶走，克拉克的養父強納森·肯特（Jonathan Kent，約翰·施奈德飾演）試圖阻止但被攻擊而陷入昏迷；李涅·路德（約翰·格洛弗飾演）入獄；萊克斯·路德（麥可·羅森巴姆飾演）的酒被下毒；克洛·蘇利文（艾莉森·麥克飾演）家的房子爆炸。

## 劇情
該集開頭是一段影片，影片中的克洛表示，克拉克是唯一一個可以查出她死因的人。露易絲·藍恩（埃莉卡·杜蘭斯飾演）來到小鎮調查表妹克洛之死，開車經過玉米田時遭到雷擊，車子失控衝進玉米田。她發現全裸且失憶的克拉克降落在玉米田中。露易絲將克拉克送往醫院。在巴黎，拉娜·藍交了一位新男友傑森·帝克（Jason Teague，詹森·艾克爾斯飾演）。萊克斯·路德活了下來，但每72個小時就得淨化血液，否則他的器官就會損壞。他在埃及獲得一個古老雕像，並在飛機上發現裏頭藏有一顆神秘藝石。
克拉克接收到了藝石發出的信號，並向養母瑪莎·肯特（Martha Kent，安妮特·奧圖勒飾演）表示自己是凱爾（Kal-El），不是克拉克。凱爾飛上天空，從飛機上搶走了藝石。拉娜與傑森前往教堂拓印伊莎貝爾·托羅（Isobel Thoreaux）伯爵夫人墓碑上的符號，但在拓印時，一股能量流進拉娜的體內，她的背上出現了與墓碑上相同的符號。凱爾將藝石放進科瓦奇洞穴（Kawatche Caves，一個和氪星有關的洞穴）裡一個隱藏的密室中。
研究氪星的權威維吉爾·史皇（Virgil Swann）博士的使者布瑞吉特·克羅斯比（Bridgette Crosby，马戈迪·基德尔飾演）給了瑪莎一顆黑氪石。瑪莎用黑氪石讓凱爾恢復成克拉克，與此同時，昏迷的強納森甦醒了過來。萊克斯指稱父親李涅試圖殺害自己和克洛，還偷走了自己的藝石，但李涅全盤否認。克拉克恢復了記憶，打算與露易絲一同調查克洛之死，並邀請她住在肯特農場。克拉克用透視能力發現克洛的墳墓是空的，告訴露易絲：克洛還活著。

## 製作

### 發展
華納兄弟於2004年4月為《超人前傳》第四季亮起綠燈，預計於同年秋季開播。主創阿爾弗雷德·高夫與麥爾斯·米勒表示，他們希望漫畫角色露薏絲·蓮恩能快點加入《超人前傳》中，而第四季第一集正是一個很好的時機。雷夫稱，他們覺得必須在克拉克和拉娜的關係增添趣味：「（這倆人）已經從『希望他們能在一起』變成『天啊夠了吧』」。兩人花了很久的時間尋覓露易絲的演員，最終在看了一段試鏡帶後選上了埃莉卡·杜蘭斯。劇組對於露易絲的髮色進行了一番討論，最後決定設定為金色。拉娜的新男友傑森·帝克（Jason Teague）在該集中首次亮相，由詹森·艾克爾斯飾演。艾克爾斯曾是飾演克拉克的人選之一。在片中出場的布瑞吉特·克羅斯比由馬戈迪·基德爾飾演，她曾在過去的超人電影中飾演露易絲·蓮恩。杜蘭斯與艾克爾斯加入演員陣容的消息於2004年7月公布。
《奮戰不懈》由高夫與米勒編劇。最初，該集以萊克斯在埃及獲得一個古老雕像的橋段為開場，但後來改為露易絲·藍恩與克拉克相遇的部分。在原劇本中醫院橋段裡，克拉克向露易絲說「妳太多話了」，而露易絲答道「我不擅處理不自在的沉默」。杜蘭斯在試鏡時將原台詞改成「我痛恨不自在的沉默」。劇組覺得此更動不錯便修改了台詞。

### 拍攝
萊克斯在埃及獲得一個古老雕像的橋段在片場拍攝。劇中巴黎的鏡頭在溫哥華的煤氣鎮拍攝，劇組在後製中加入了艾菲爾鐵塔和一些司麥特小車。《奮戰不懈》中一個沙丘的鏡頭同樣也在溫哥華取景。劇組在拍全裸的克拉克落在玉米田的橋段時，為了遮掩克拉克的生殖器官而費了不少功夫。萊克斯的飛機是用CGI製作的。拉娜碰到伊莎貝爾·托羅伯爵夫人墓碑上的符號後被一股能量貫穿的橋段，是劇組先用普通的光源拍攝，後來再以特效處理而成的，拍了大概25次。瑪莎用黑氪石讓克拉克恢復原來的自己後，被衝擊力道波及往後摔的部分由一位替身演員負責。

## 播出與反響
《奮戰不懈》於2004年9月22日在WB電視台首播，有約607萬名觀眾收看。該集的尼爾森收視率為3.8，意指在所有設有電視的家庭裡約有3.8%觀賞了該集。Flickering Myth網站的瑞奇·喬吉（Ricky Church）與詹姆斯·加西亞（James Garcia）將該集評為第18佳的《超人前傳》劇集。喬吉稱讚了埃莉卡·杜蘭斯與詹森·艾克爾斯的演技，兩人也指出，克拉克（凱·艾爾）飛上天空的橋段讓觀眾大吃一驚，加西亞評論道，這是第4季中最令人興奮，也最具代表性的橋段之一。
網站的一位編者在評論中對該集的拍攝技巧和視覺效果給予好評，如克拉克（凱·艾爾）飛行的橋段，並表示自己已經喜歡上了露易絲	
。然而，該編者亦批評了拉娜與傑森在巴黎的橋段，認為兩人間「沒有任何火花」，「無聊透頂」，並指出，那一段唯一的亮點就是以萊克斯為封面人物的《富比世》雜誌。的W·布萊恩·道勒（W. Blaine Dowler）稱讚了《奮戰不懈》的劇情、特效及馬克·史諾譜寫的配樂，而對於演員的演技，道勒認為杜蘭斯的演技有些生硬，但眾演員的演技整體不錯。該集中克拉克飛行的橋段入圍第3屆視覺效果協會獎的最佳人工場景獎，但輸給了迷你劇《斯巴達克斯》的開場。

## 備註
1. ↑  原文：

## 延伸閱讀
- Byrne, Craig. . Titan Books. 2007-09-04. ISBN 1840239573.

## 外部連結
- 互联网电影数据库上Crusade的资料（英文）